# ウィリアム・ハンナ
ウィリアム・デンビー・‘ビル’・ハンナ（William Denby "Bill" Hanna、1910年7月14日 - 2001年3月22日）は、アメリカ合衆国ニューメキシコ州出身のアニメーター及びプロデューサーである。

## 生涯
ウィリアム・ハンナはニューメキシコ州メルローズでアイルランド系アメリカ人の一家に生まれた。7人兄妹で唯一の男子で、大家族出身であったが、喧嘩一つしない仲のいい兄弟であったという。一方でアイリッシュらしいタフな家風だったとも語っている父は建設会社で働いており、様々な現場に参加する為に一家で移住を繰り返していた。3歳の時に一家はオレゴン州へと移住、豊かな自然はハンナにとって貴重な経験となった:6。その後もユタ州など各地を転々とする生活を送り、1919年にはカルフォルニア州に住んでいた。
学校ではボーイスカウト活動や音楽に熱中する子供だったという。しかし既に漫画好きの気質は育まれており、音楽活動も基本的に「漫画を描く気分になる」というのが理由だった。ちなみにボーイスカウトの方もかなり熱心に取り組んでおり、最上級のイーグルスカウトにまで上り詰め、後にスカウトマスターの称号を協会から与えられている。既にアニメーターとして著名だったハンナだったが、どんな賞よりもこの称号を誇りに思っていたと言われている。
エルカミノ・コミュニティ・カレッジで土木工学を学んでいたが、世界恐慌の最中に退校している。

## アニメーター
1930年にワーナー・ブラザース向けのアニメーション作品を制作していたヒュー・ハーマンとルドルフ・アイジングが経営していたハーマン・アイジング・スタジオに入社し、アニメータとしてのキャリアをスタート。アニメータとしての特別な教育は受けていなかったが、程なくアニメーション制作部門のリーダー格となる。3年後の1933年にハーマン・アイジングとワーナーとの間で決裂が起こり、ハーマン・アイジングは、ワーナー・ブラザースとの契約を解消し、メトロ・ゴールドウィン・メイヤー（MGM）と新たな契約を結んだ。ハーマン・アイジングの2人がMGM向けの新たなアニメーションシリーズであるハッピー・ハーモニーズを製作するようになると、ハンナも彼らに続く。1937年にMGMはハーマン＝アイジングからの外部受注をやめ、独自にアニメーション制作部門を立ち上げると、彼はMGMから監督という厚遇で迎え入れられる。同年に脚本家であったジョセフ・バーベラも入社。1940年よりそのバーベラとコンビを組み、『トムとジェリー』を共同制作し、同社の制作責任者（プロデューサー）であるフレッド・クインビーの下で日本でも知られる数多くの作品を生み出した。バーベラとのコンビは以後半世紀以上にもわたり続くことになる。アカデミー賞を7度受賞。1955年にクインビーがMGMを退職すると、バーベラと共に監督業と並行してプロデューサーとしてのキャリアをスタートさせ、MGMがアニメーション制作部門を閉鎖する1957年までの2年間、監督業との兼任となった『トムとジェリー』のほか、マイケル・ラーが監督するドルーピー作品の制作責任者となっている。MGM退社後もバーベラと共にハンナ・バーベラ・プロダクションを設立し、『トムとジェリー』の続編や、『チキチキマシン猛レース』などの作品を生み出している。
2001年3月22日にアメリカ合衆国ロサンゼルスで喉頭癌のため死去。90歳だった。

## 文献案内
- Hanna Barbera Cartoons by Michael Mallory

1. 1 2 3 4 5 6 7  Hanna, William; Ito, Tom (2000). A Cast of Friends. Emeryville, California: Da Capo Press. ISBN 0-30680-917-6 2022年5月26日閲覧。
2. ↑  Hogan, Sean (2001年3月23日). “William Hanna”. The Irish Times. p. 16. 2008年8月17日閲覧。
3. 1 2  Gifford, Denis (2001年3月24日). “William Hanna: Master animator whose cartoon creations included Tom and Jerry and the Flintstones”. The Guardian 2008年8月21日閲覧。
4. 1 2 3 4  Barbera, Joseph (1994). My Life in "Toons": From Flatbush to Bedrock in Under a Century. Atlanta, GA: Turner Publishing. ISBN 1-57036-042-1
5. 1 2  Erickson, Hal. “William Hanna—Biography”.  allmovie. 2008年8月13日閲覧。
6. 1 2  “Hanna Obit”. City News Service—Los Angeles. (2001年3月22日)There are also reports that Hanna attended UCLA but this is unconfirmed.
7. ↑  Kerr, Alison (2001年3月24日). “William Hanna; Cartoon scriptwriter with a natural gift for gags and comic timing”. The Herald (Glasgow). p. 16
8. ↑  Moore, Ron (2001年3月24日). “Toons King Dies; Hanna's Magic Touch Brought Us Fred, Yogi, and Scooby-Doo”. Daily Record
9. ↑  Mullen, Megan. “Hanna, William, and Joseph Barbera: U.S. Television Animators”.  Museum of Broadcast Communications. 2008年8月10日閲覧。
10. ↑  “Distinguished Eagle Scouts”.   Troop & Pack 179. 2008年7月28日閲覧。
11. ↑  Natale, Richard; Gallo, Phil (2001年3月21日). “Toon titan Hanna dies at 90”. Daily Variety
12. ↑  “William Hanna Dies at 90; Created Cartoon Characters”. The New York Times (2001年3月23日). 2008年8月6日閲覧。